# ヒョミン
ヒョミン（효민、Hyomin、1989年5月30日 - ）は、 韓国の歌手、女優。女性アイドルグループT-ARAのメンバーである。本名はパク・ソニョン（朴宣映、박선영）。身長167cm、体重43kg。

## 人物
デビュー前
1989年5月30日 釜山広域市で生まれる。京畿道安養飛散小学校、ソウル九日小学校、ソウル新機小学校卒業後、ソウル金玉中学校、ソウル木一中学校卒業後、ソウル新木高校卒業後、成均館大学演技芸術学科（休学）中である。デビュー前からインターネット美男美女として知られていた。中学校の時から演技学院に通いミュージカルの勉強をしていた。
デビュー後
デビュー3か月後、KBS 青春不敗出演当時与えられたニックネームである。屏風：（この番組でヒョミンが出てくる分量のほとんどが丸ごと総カットになって作られたニックネームだが、本格的に活動をしていながら、映像をたくさんカットされた。汗腺化も初期には芸能感が不足して編集を頻繁にカット）、(総カット避けるために、サニーと仲良くなって作られたニックネーム）、 ヒョデレルラ ：（仕事をしながら虐待を受けるため、シンデレラを真似して作ったニックネーム）、バングィドル：（寝ているときにおならをして作られたニックネーム）、複数のニックネームを得た。寮での部屋割りはジヨンと同室でり、愛用の目覚まし時計は鶏の鳴き声がする。なお、目覚まし時計はジヨンには「毎日うるさい、もっと寝ていたい」と不評である。
2011年12月30日 MBCドラマ大賞の授賞式で、ミニシリーズ部門女新人賞を受賞した際の彼女のスピーチでは、ドラマのスタッフや共演者、及びお世話になった人達の名前を呼び掛けながら感情を抑え切れなくなり、涙ながらに混乱して言葉を詰まらせて泣き崩れ、それを見る者達の心を揺さぶった。とても感動的なシーンであった。ヒョミンはこの授賞式の前月11月19日午前、京畿道竜仁市でMBC新月火ドラマ『階伯（ケベク）』のポスター撮影を終え、ソウルに戻る途中に突然気を失い、同道水原市の亜州大学病院に運ばれた。T-ARAで「Roly-Poly」が大ヒットしている中、ドラマや映画撮影も平行して行っていた彼女はハードスケジュールをこなしていた為、過労がピークに達した末でのダウンであった。しかしヒョミンはそのまま安静にする様医者や事務所側から説得されたにも係わらず、頑なに『大丈夫です』と意地をみせ、この日の夜には番組「SHOW SHOW SHOW」の撮影に自らの意志で舞台に上がり、「Roly-Poly」を披露、無事に収録を終えた。この年ヒョミンは、韓国のネチズンや先輩歌手に「挨拶が出来ない」「先輩にタメ口をする」等と態度を批判されたり辛い事も多かったが、そう言った人知れぬ努力をした上での受賞は、彼女にとってとても大きな意味を持つ、その努力が報われた瞬間であった。
騒動
2011年2月4日、旧正月特集SBSアイドルの帝王番組でBIGBANGにタメ口をした事をいくつかの熱烈なBIGBANGのファンが「先輩にタメ口をする」と非難すると、自分のTwitterに釈明する事態が起きた。
2011年 10月のT-ARAは、イベントで誠意のない舞台で態度を見せるという論争が起きるとヒョミンがツイッターでパフォーマンスの一部だと釈明した。
歌手モーセがTwitterを使ってT-ARAとヒョミンの前例のない人間性を指摘しヒョミンがTwitterを使って公開謝罪した。 

## ディスコグラフィ

### ソロ曲
- 2011年2月10日「Beautiful Girl」（Feat. エレクトロボーイズ）
  - この曲を歌っているのはヒョミンだけだが、T-ARA名義で配信された。デジタル音源のみ。
- 2013年3月20日「Love Suggestion」
  - T-ARA「バニスタ!」のカップリング曲。
- 2014年7月2日「NICE BODY」（Feat. LOCO） 
  - 正式なソロデビュー曲。

### 参加アルバム
- 2010年5月 イ・ボラム 遅延 コーヒーハウス OST Part.3

### フィーチャリング
- Color Pink - Blue Moon
- ファン・ジョンウム - N-Time

## 出演

### 映画
- 寄生霊 (2011年) - 主演 ユリン 役
- ジンクス!!! (2013年) - 主演 ユン・ジホ 役

### テレビラマ
- SBS 僕の彼女は九尾狐 (2010年) - 助演 バン・ソンニョ 役
- MBC 階伯 (2011年) - 助演 チョ・ヨウン 役
- MBC 1000番目の男 (2012年) - 助演 ク・ミモ 役

### ミュージカル
- Roly Poly (2009年 - 2010年)

### バラエティー番組
- KBS スターゴールデンベル (2009年9月5日、2010年2月13日、11月6日)
- SBS 挑戦1000曲 (2009年10月11日、11月8日、2011年1月2日)
- KBS 2 青春不敗 (2009年 - 2010年)
- KBS Happy Together 3 (2010年3月18日)
- KBS 2TV 危機脱出ナンバーワン (2010年、2011年) - 特別MC
- Ystar　食神への道 (2012年5月19日、27日、6月9日)
- MBC 世界を変えるクイズ〜セバキ〜 (2012年8月16日)
- KBS 想像プラス (2010年1月19日)
- KBS 体験！生活の現場 (2010年7月25日)
- KBS Bigstar X file (2011年2月2日)
- MBC 思い出が輝く夜に (2011年3月31日)

### ミュージックビデオ
- 2006年11月10日 SS501 - Unlock[9]
- 2008年4月24日 SG_Wannabe - 素敵別れ[10]
- 2008年10月17日 FTISLAND - Heaven

## 受賞歴
- 2011年12月30日 MBCドラマ大賞ミニシリーズ部門女新人賞[11]